# دونالد هيل بيركنز
دونالد هيل بيركنز (بالإنجليزية: Donald Hill Perkins)‏ (و. 1925 – م) هو فيزيائي، وأستاذ جامعي من المملكة المتحدة . وهو عضواً في الجمعية الملكية .

## جوائز
حصل على جوائز منها:
- جائزة هوولوك [الإنجليزية]‏ (1992)
- قلادة ملكية
- قائد وسام الامبراطورية البريطانية
- زمالة الجمعية الملكية.